# Vegard Opaas
Vegaard Opaas, nekdanji norveški smučarski skakalec, * 11. november 1962.
V svetovnem pokalu je debitiral v sezoni 1981/82 na tekmi v  švicarskem St. Moritzu, kjer je preizkušnjo končal na 10. mestu. V 80.letih je bil edini skakalec, ki je osvojil svetovni pokal (1986/87), ki se ni imenoval Matti Nykänen ali Jens Weissflog. Prvo izmed svojih sedmih zmag je osvojil v  1983/84 . Na olimpijskih igrah v Sarajevu leta 1984 je preizkušnjo na mali skakalnici končal na 8. mestu.  
Kratek čas je bil tudi svetovni rekorder v poletih, saj je v Planici v sezoni 1986/87 poletel 193 metrov, vndar ga je za en meter preskočil Poljak Piotr Fijas.  
Opaas je po sezoni 1989/90 zaključil kariero smučarskega skakalca.

## Dosežki

### Zmage
Vegard Opaas osvojil 7 zmag za svetovni pokal:
| Sezona  | Država/Prizorišče |
| ------- | ----------------- |
| 1983/84 | Thunder Bay       |
| 1985/86 | Lake Placid       |
| 1986/87 | Lake Placid       |
| 1986/87 | Oberstdorf        |
| 1986/87 | Strbske Pleso     |
| 1986/87 | Oslo              |
| 1988/89 | Lake Placid       |